# Calluga fasciata
Calluga fasciata är en fjärilsart som beskrevs av W. Warren 1906. Calluga fasciata ingår i släktet Calluga och familjen mätare. Inga underarter finns listade i Catalogue of Life.